# Dušikov(V) oksid
Dušikov(V) oksid (didušikov pentoksid, N2O5) pri sobnoj je temperaturi bezbojna nestabilna čvrsta tvar. Anhidrid je dušične kiseline (HNO3).